# Aerovía (Guayaquil)
Aerovía es un teleférico que conecta a las ciudades de Guayaquil y Durán, en la provincia del Guayas, Ecuador. El proyecto empezó a tomar forma en el 2014, luego fue presentado por la M.I. Municipalidad de Guayaquil en el 2015 y su construcción inició en el 2019 a un costo de 134,5 millones de dólares americanos. La Aerovía entró en operaciones el 21 de diciembre de 2020.

## Historia

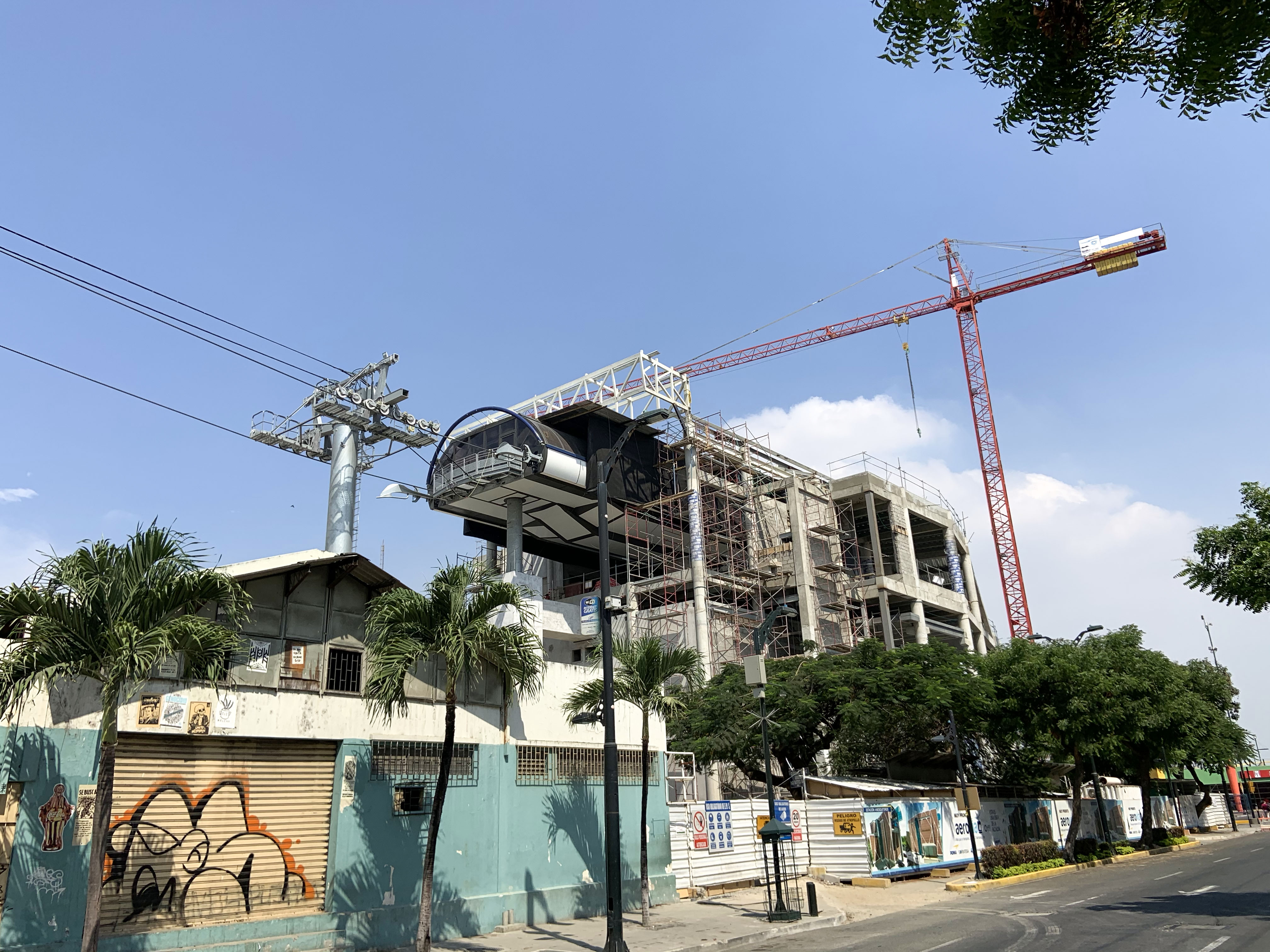
Estación 'Cuatro Mosqueteros' en construcción, diciembre de 2019.

La M.I. Municipalidad de Guayaquil firmó el 14 de octubre de 2014 un contrato con la empresa consultora Arias & Villagómez para que realice los estudios de factibilidad para la construcción de un sistema de buses aerosuspendidos que conecten la ciudad con Durán y Samborondón.
Luego de un estudio que duró alrededor de seis meses a cargo de la empresa francesa Systra y la ecuatoriana Arias & Villagómez, la Municipalidad guayaquileña presentó el proyecto con el nombre de «Aerovía» el 25 de mayo de 2015.
Cuando empezaron a construir una columna del sistema Aerovía en el río, al pie del Museo Antropológico y de Arte Contemporáneo (MAAC), los trabajadores del lugar tuvieron que evacuar. Pensaron que había empezado un sismo. Nadie los había prevenido del montaje. “Es el costo del progreso”, le contestó un técnico de obra a una de las trabajadoras del espacio cultural.
En agosto del 2020 se inició la tercera fase de pruebas en el trayecto que cruza el Río Guayas, entre Guayaquil y el cantón Durán, en una verificación de la resistencia del cableado con las cabinas cargadas con bidones de agua, simulando el peso que soportarán en operación. Las cabinas se movieron sobre el cableado a través de las estaciones del centro a partir del 29 de septiembre del mismo año y pasado el mediodía pendían inmóviles sobre el tráfico. La fecha de inauguración se movió una vez más, ahora para diciembre según adelantó la Autoridad de Tránsito Municipal (ATM) de Guayaquil. La obra estuvo paralizada a raíz de la emergencia sanitaria por COVID-19.
Finalmente, la mañana del lunes, 21 de diciembre de 2020, la alcaldesa Cynthia Viteri inauguró la Aerovía, el primer servicio de transporte aéreo del país. En el acto, realizado en el centro de Guayaquil, estuvieron el exalcalde de la ciudad, Jaime Nebot, funcionarios municipales y diplomáticos franceses. El servicio al público comenzó al mediodía. Durante el acto de inauguración, la alcaldesa de Guayaquil, Cynthia Viteri, dijo que “conquistamos como guayaquileños la transportación por tierra, ahora por aire y muy pronto conquistaremos la transportación por el caudaloso río Guayas”.

## Información general
La Aerovía dispone de cinco estaciones, de las cuales, una es técnica y no recibe pasajeros. Cuenta con 154 cabinas con capacidad para diez pasajeros, pero por las restricciones de aforo pueden ingresar cinco o seis usuarios. El pasaje cuesta $ 0,70 y en Durán los usuarios pueden utilizar sin costo adicional los buses urbanos, de dos cooperativas, que los llevan a los sectores poblados más representativos del vecino cantón.

## Tarjetas

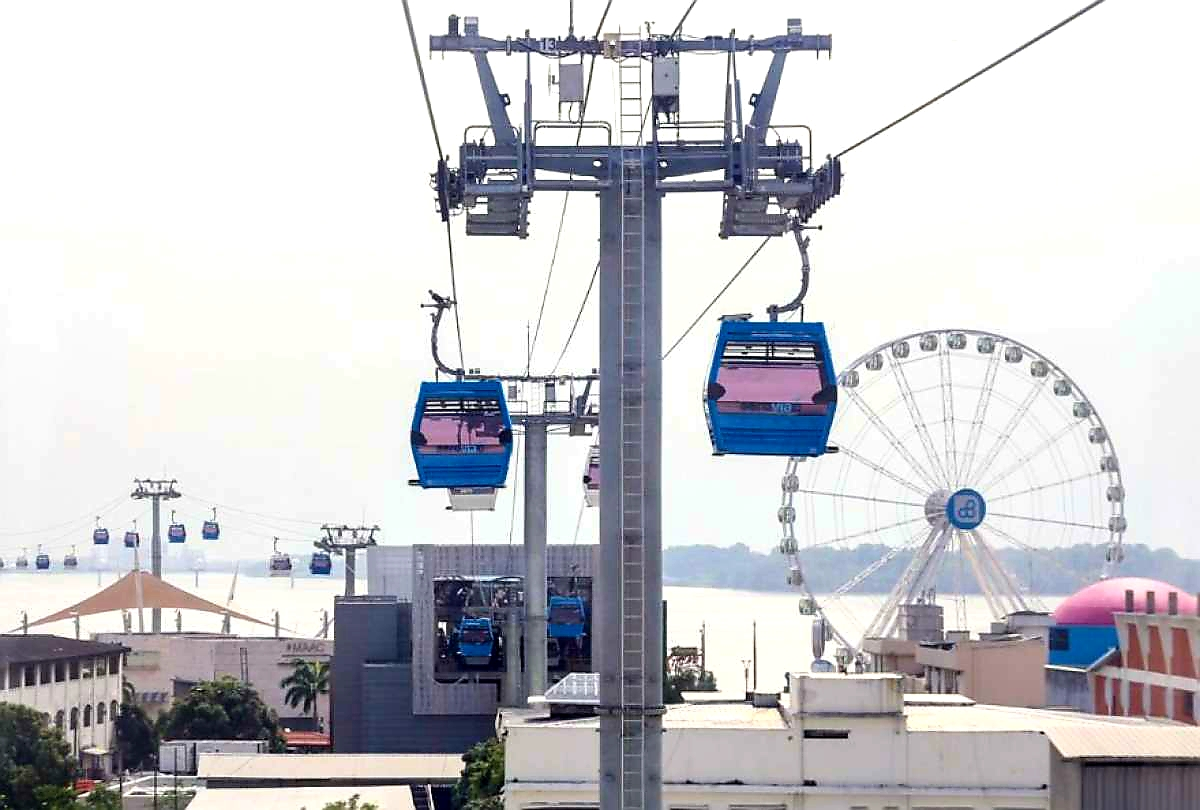
Vista del Malecón desde las cabinas.

Las tarjetas de viaje solo pueden adquirirse y recargarse en las boleterías de las estaciones de Aerovía ubicadas al ingreso de todas las estaciones. Durante el período pre-operativo se abrieron canales/puntos provisionales de venta en sitios estratégicos de la zona. El valor de la tarjeta de viaje AEROVIA es de $2 dólares americanos.

### Tipos de tarjetas
Existen 2 tipos de tarjetas: La tarjeta de viaje no personalizada y la tarjeta personalizada (para los usuarios que aplican a la tarifa reducida). Los usuarios que aplican según la ley a la tarifa preferencial son: Tercera edad, niños y adolescentes, estudiantes y discapacitados. Estos usuarios podrán adquirir la tarjeta personalizada en los PAP (Puntos de atención al público) ubicados al ingreso de cada estación.
El usuario deberá presentar los documentos que acrediten la aplicación de la tarifa preferencial para la adquisición de la tarjeta personalizada:
1. Tercera edad: Cédula original.
2. Discapacitados: Carnet original de discapacidad.
3. Niños y adolescentes: Cédula original.
4. Estudiantes: Carnet estudiantil original.[7]

## Línea Única

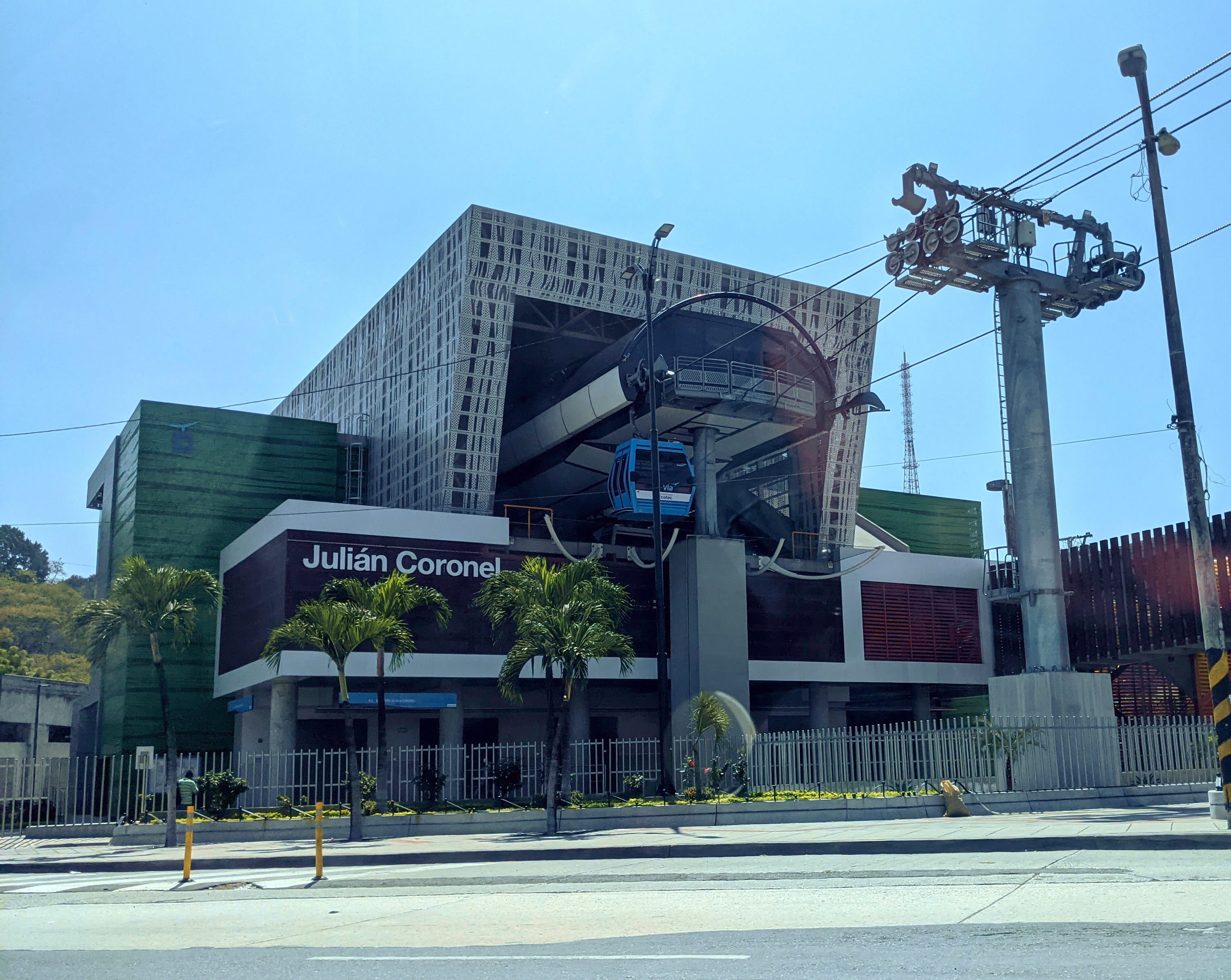
Estación Julián Coronel

La Aerovía está compuesta por una única línea de 4 km de extensión, que conecta el centro de Guayaquil con el cantón Durán.

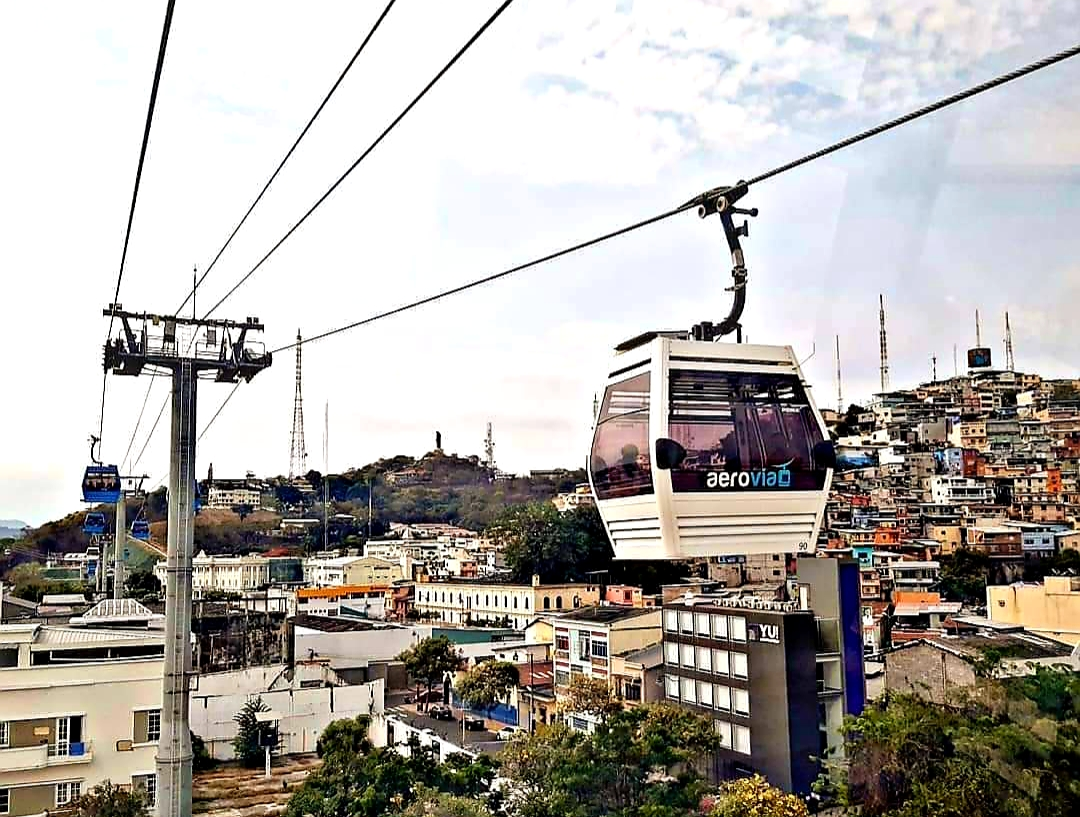
Primera línea de la Aerovía en funcionamiento

| Líneas de la Aerovía            |          |                               |                         |                      |                        |             |
| Línea                           | Longitud | Terminales                    | Apertura                | Número de estaciones | Tipo de estación       | Flota       |
| Línea 1 (Línea Guayaquil–Durán) | 3,34 km  | Parque del Centenario - Durán | 21 de diciembre de 2020 | 5                    | 1 a nivel y 4 elevadas | 154 cabinas |